# Straßenbahn Wien Type A
Die Type A der Wiener Straßenbahn war die erste Fahrzeugtype für elektrischen Betrieb in Wien.

## Geschichte
Die ersten 30 Triebwagen dieser Type wurden 1896 aus Anlass der beginnenden Elektrifizierung der Wiener Straßenbahn durch die private Wiener Tramwaygesellschaft (WT) bei der Grazer Waggonfabrik bestellt. Wie damals üblich wurde das Fahrgestell separat hergestellt und kam von der Bergischen Stahlindustrie im deutschen Remscheid, die elektrische Ausrüstung lieferte die Union-Electrizitäts-Gesellschaft (UEG) in Berlin. Diese brachte bei diesen Fahrzeugen die später zum Standard gewordene generatorische Bremse (auch „Kurzschlussbremse“ genannt) zur Serienreife.
Die Fahrzeuge erhielten die Nummern 1m bis 30m und wurden auf der sogenannten „Transversallinie“ von der Wallgasse bis zum Praterstern, der Linienführung der heutigen Linie 5 entsprechend, eingesetzt. Sie bewährten sich auf Anhieb, so dass die WT im Folgejahr weitere 10 Triebwagen bestellte. Diese hatten geringfügig vergrößerte Dimensionen. Bis 1899 erfolgte die Stromversorgung über einen Stangenstromabnehmer nach System Thomson-Houston, dann wurde das gesamte Netz auf Bügelbetrieb mittels Lyrabügel umgestellt. Nach der Übernahme der Straßenbahnbetriebe durch die Stadt Wien erfolgte eine Umnummerierung und in den folgenden Jahren mehrere Umbauten, welche zumeist die Verlängerung des zu kurzen Radstandes, die Vergrößerung der Plattformen nach Vorbild der Type D und den Tausch der elektrischen Ausrüstung gegen Fabrikate von Schuckert betrafen.
Zwei Triebwagen wurden 1917 in provisorische Akkulokomotiven umgebaut und taten so bis 1924 bzw. 1929 Dienst. Einer der beiden Wagen war anschließend wieder, mit seinem originalen Wagenkasten versehen, eine Zeit lang im Fahrgastverkehr eingesetzt. Ende der 1920er Jahre wurden die Wagen durch die ständige Weiterentwicklung des Wagenparks der Wiener Straßenbahn schließlich obsolet und wurden 1930 abgestellt, die letzten Triebwagen 1937 endgültig ausgemustert.

### Verbleib
Alle Fahrzeuge der Type A wurden verschrottet.
Die Museumstramway Mariazell konnte nach dem Auffinden von Teilen eines originalen Fahrgestells den Triebwagen 7m (Baujahr 1896) originalgetreu rekonstruieren.

## Galerie

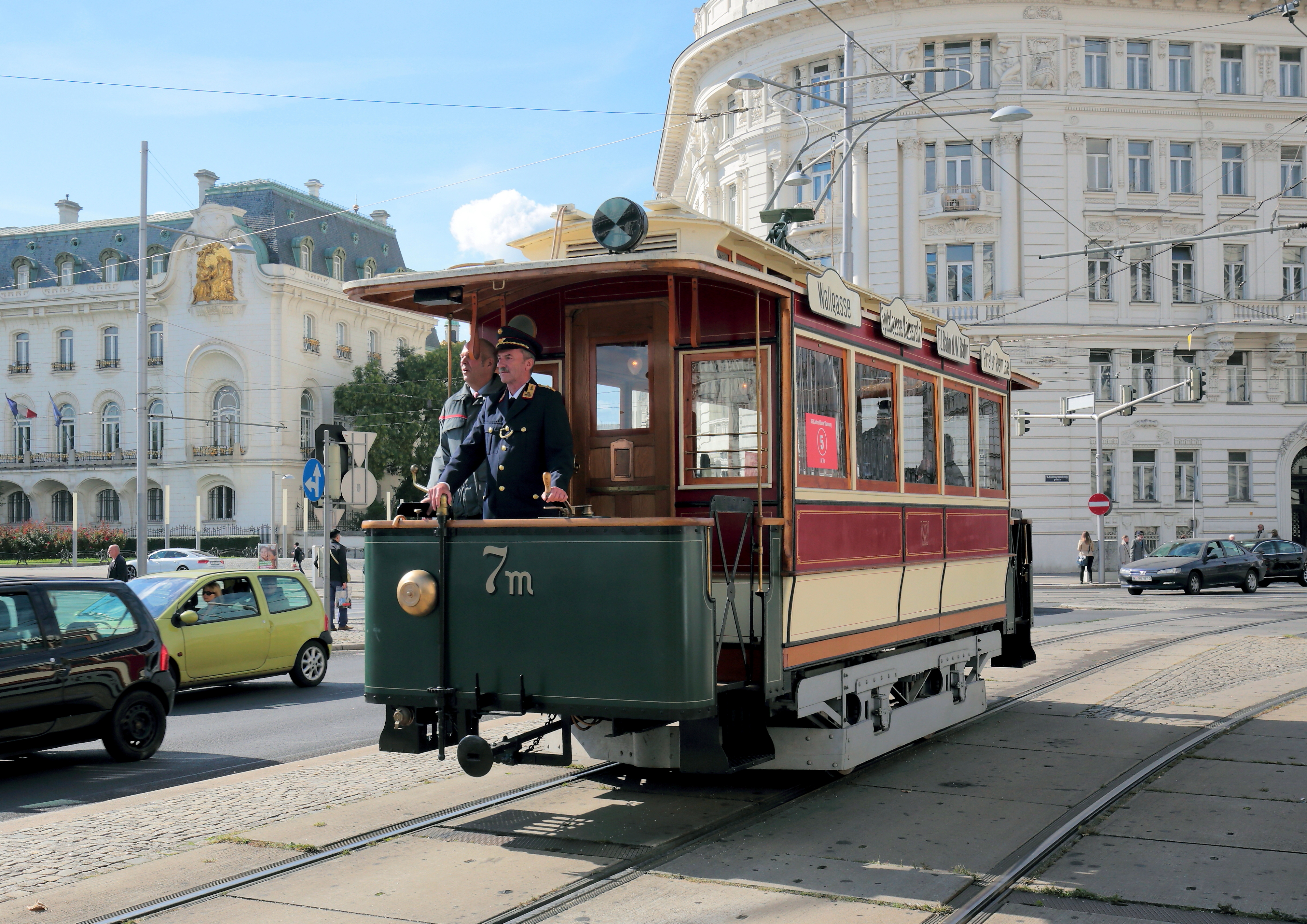
Alfred Fleissner am Fahrschalter des 7m
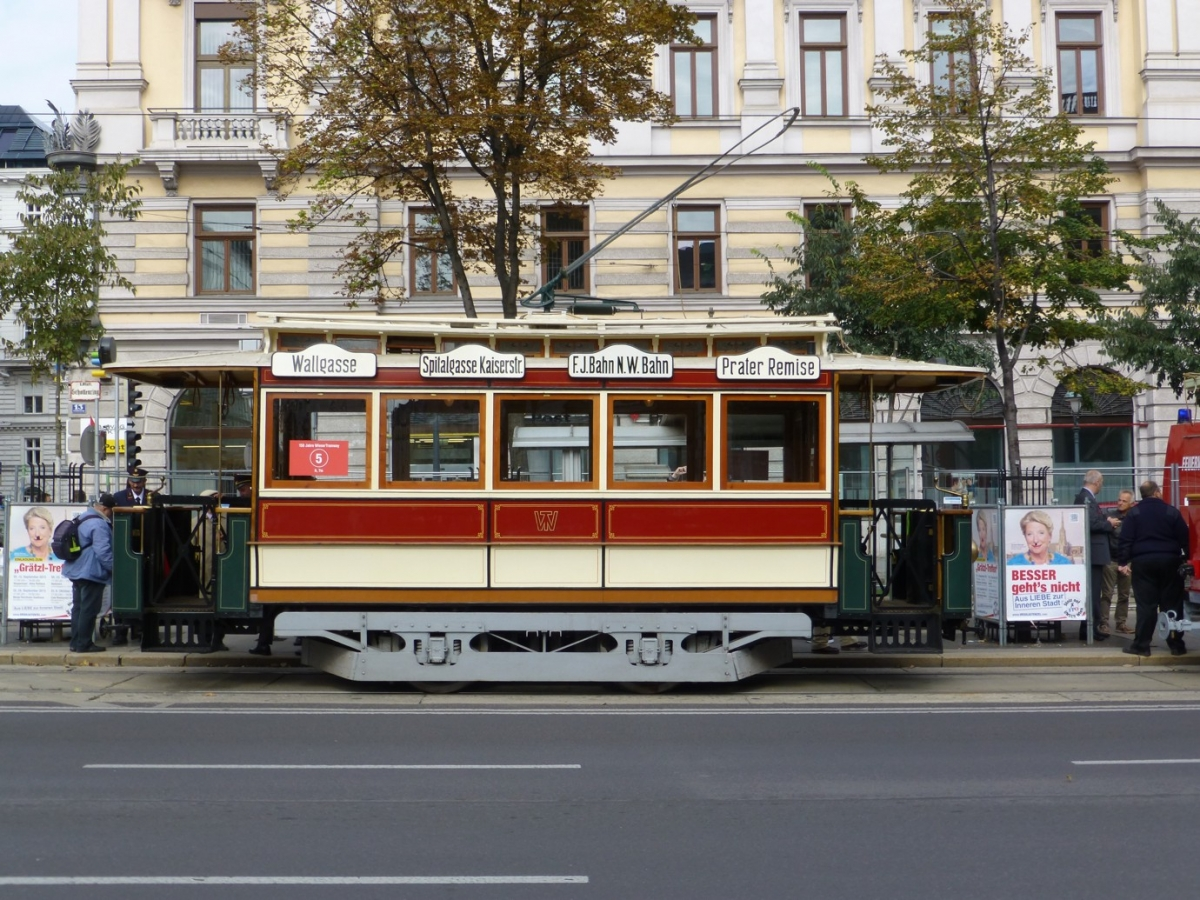
Seitenansicht des 7m
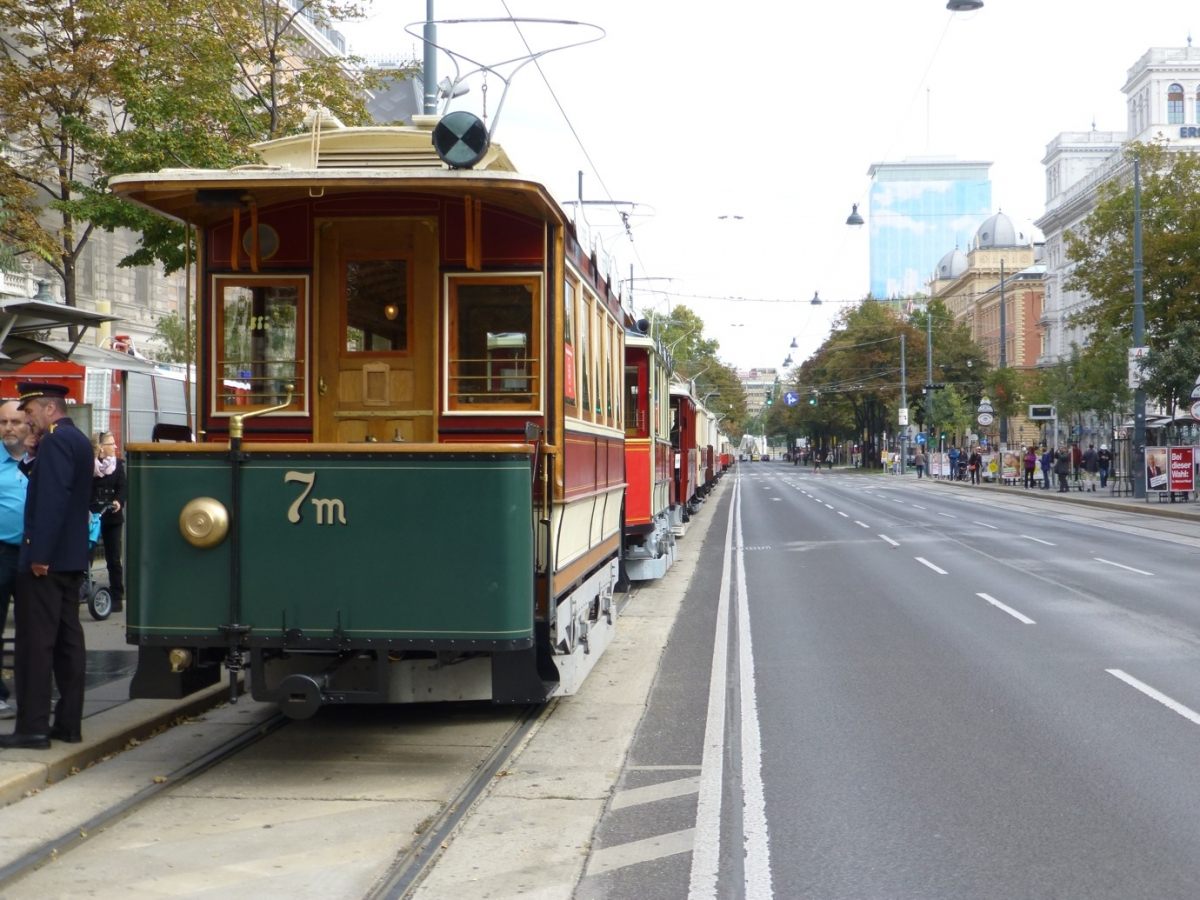
Front mit Glocke an der Plattformwand
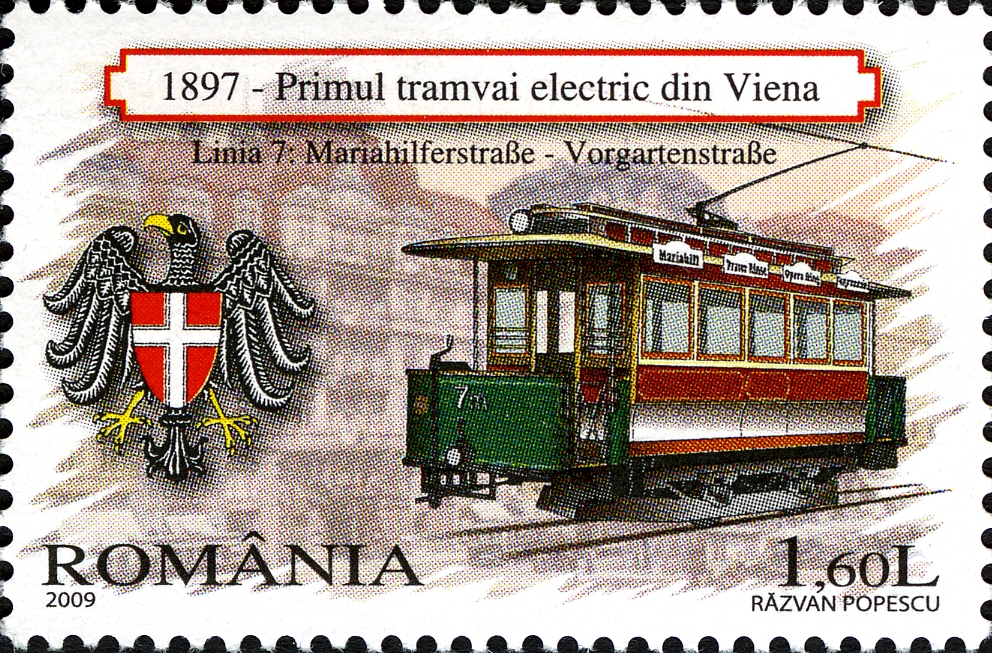
Rumänische Briefmarke mit der Type A im Urzustand (Stangenstromabnehmer)